# Haidhof (Wertheim)
Haidhof ist ein Wohnplatz auf der Gemarkung der Kernstadt Wertheim im Main-Tauber-Kreis in Baden-Württemberg.

## Geographie
Der Haidhof befindet sich südöstlich der Kernstadt Wertheim auf der Hochebene zwischen Main und Tauber.

## Geschichte
Der Ort wurde im Jahre 1378 erstmals urkundlich erwähnt als Altheide. Im Jahre 1410 folgte eine weitere urkundliche Erwähnung als uff der Heyde. Es handelt sich seit damals bis heute um einen stattlichen Schafhof, der auf der Gemarkung der Kernstadt Wertheim aufgegangen ist.

## Kulturdenkmale
Kulturdenkmale in der Nähe des Wohnplatzes sind in der Liste der Kulturdenkmale in Wertheim verzeichnet.

## Verkehr
Der Ort ist über die Eichelsteige im Wertheimer Wohngebiet Hofgarten zu erreichen. Vort Ort befindet sich die gleichnamige Straße Haidhof. Über das Wohngebiet Hofgarten besteht Anschluss an die L 2310 (in Richtung Westen als Eichelgasse und in Richtung Osten als Würzburger Straße bezeichnet).